# Zákon č. 2013-404

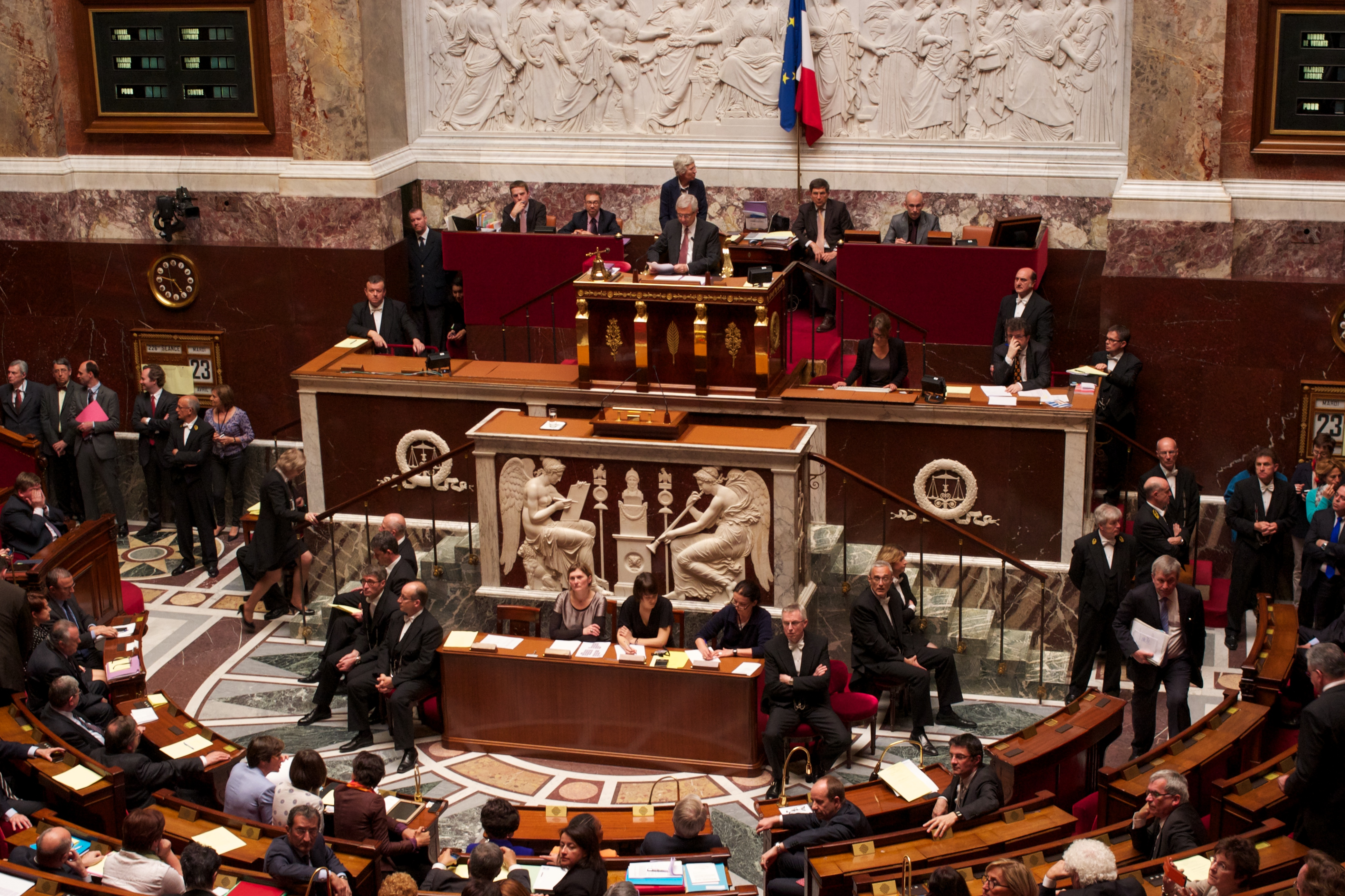
Národní shromáždění přijalo 23. dubna 2013 pozměněný návrh v poměru hlasů 331:225

Zákon č. 2013-404, celým označením zákon č. 2013-404 ze 17. května 2013 zpřístupňující manželství párům stejného pohlaví (francouzsky: Loi n° 2013-404 du 17 mai 2013 ouvrant le mariage aux couples de personnes de même sexe), je francouzský zákon, který od 18. května 2013 umožňuje stejnopohlavním párům uzavírání sňatku a společnou adopci dětí.
Ve francouzském Národním shromáždění byl takový zákon prvně představen 7. listopadu 2012 jako návrh č. 344 (francouzsky: Projet de loi n° 344). 12. února 2013 byl v Národním shromáždění tento návrh přijat poměrem hlasů 329:229. Senát jej přijal těsnou většinou hlasů 171:165 12. dubna s menšími pozměňovacími návrhy. 23. dubna byl tento pozměněný návrh přijat Národním shromážděním v poměru 331:225. Po následném schválení Ústavní radou Francouzské republiky jej 17. května podepsal prezident François Hollande. Ve Sbírce zákonů Francouzské republiky (Journal officiel de la République française) byl tento zákon publikován 18. května 2013 s tím, že první svatební obřady podle něj by měly být naplánovány na 29. května.

## Pozadí

### Před rokem 2012
Stejnopohlavní sňatky byly předmětem diskusí v prezidentských volbách r. 2007, kdy je konzervativní UMP odmítala, zatímco Parti socialiste podporovala. Kandidáti za obě strany byli zajedno v postoji k občanskému paktu solidarity (francouzská obdoba registrovaného partnerství), který podporovali. Francouzské LGBT organizace se domnívaly, že nepřípustnost stejnopohlavních sňatků je v rozporu se zákonem, a proto se obrátily na Ústavní radu, která měla přezkoumat, zda je zákonná definice manželství jako svazku muže a ženy obsažená v občanském zákoníku ústavní. 28. ledna 2011 rozhodl Ústavní soud, že zákonná definice manželství v občanském zákoníku není v rozporu s ústavou, a že je pouze v kompetenci parlamentu ji měnit.
14. června 2011 hlasovalo Národní shromáždění proti přijetí návrhu č. 586 legalizujícího stejnopohlavní sňatky v poměru hlasů 293:222. Předkladatelem tohoto zákona byl socialistický poslanec Patrick Bloche. Proti přijetí návrhu hlasovali z velké části poslanci UMP, kteří měli v Národním shromáždění většinu, zatímco poslanci Parti socialiste hlasovali zpravidla pro.

### Parlamentní volby 2012
Socialistický kandidát na francouzského prezidenta François Hollande deklaroval stejnopohlavnímu manželství a adopcím dětí páry stejného pohlaví podporu již ve své předvolební kampani. Zahrnul je dokonce do svých 60 vládních priorit. 6. května 2012 vyhrál Hollande volby a přislíbil přijetí zákona o stejnopohlavním manželství do jara 2013. O měsíc později slíbil francouzský premiér Jean-Marc Ayrault, že stejnopohlavní sňatky a homoparentální adopce budou legalizovány, co nejrychleji. 17. června získala Hollandova strana absolutní většinu v Národním shromáždění, na což reagovala vládní mluvčí Najat Vallaud-Belkacem při příležitosti dne hrdosti sexuálních menšin slovy, že manželství pro všechny bude ve Francii přijato nejpozději do jara 2013. 3. července při svém prvním projevu před Bourbonským palácem (sídlo Národního shromáždění) oznámil Ayrault, že se Francie v prvním pololetí 2013 zařadí po bok zemí, které přijaly manželství a adopce pro všechny. V srpnu 2012 oznámil premiér Ayrault, že návrh zákona o stejnopohlavním manželství bude představen ve francouzském parlamentu v říjnu 2012.

## Legislativní historie
Návrh zákona byl prezentován v parlamentu 7. listopadu 2012  ministryní spravedlnosti Christiane Taubira. Ve své důvodové zprávě vláda poznamenala následující: "Manželství je sice tradičně vnímáno jako trvalý svazek tvořený svobodným prohlášením jednoho muže a jedné ženy, jehož vznik, následky a rozvod upravuje občanské právo. Je však zapotřebí jít s dobou, v níž se zpřístupnění manželství párům tvořeným osobami stejného pohlaví dostává rostoucí podpory od přijetí legislativy, která již takovým párům dává určitý právní status, a tudíž je nezbytné učinit další krok k jejich plnému zrovnoprávnění." Návrh je průlomovou změnou celé naší civilizace," uvedla ten samý den pro deník Sud-Ouest ministryně Taubira.
Návrh:
- nemění současný systém manželství - pouze umožňuje párům stejného pohlaví žijícím ve Francii mít formální a plnohodnotný svatební obřad;
- mění zákonná ustanovení týkající se společného příjmení;
- umožňuje manželským párům stejného pohlaví jak individuální, tak i společnou adopci;
- uznává manželství párů stejného pohlaví uzavřená v zahraničí a je retroaktivní vůči jejich dětem osvojeným ve Francii nebo v zahraničí;
- v nezbytných částech mění občanský zákoník a dalších 12 zákonů (zákon o trestním řízení, zákon o dopravě atd.) a 4 další (vyhláška z r. 1945 o trestním stíhání mladistvých, zákon o veřejném zdravotnictví, zákon o veřejné službě a zákon o katastru nemovitostí). slova "otec a matka" budou nahrazena slovy "rodiče" a slova "manžel a manželka" slovy "manželé"; tyto změny se netýkají matrik a rodinných registrů, protože se o nich tento zákon nezmiňuje;
- vládní autoři postupovali ve změnách souvisejících s novým zákonem podle potřeby. to znamená, že modifikovali i prosté vyhlášky, které měli k novému zákonu pouze úzký nebo žádný vztah tak, aby byly co nejvíc v souladu s novými ustanoveními (jednalo se zpravidla pouze o terminologie a rušení všeho, co jakkoli odmítá gay a lesbické rodičovství).

S návrhem nedošlo ke vzniku žádného nového práva adoptovat děti, ani k jeho rozšíření, restrikci nebo budoucí modifikaci. Již stávající legislativa garantovala homosexuálním manželům stejná adopční práva jako mají heterosexuální manželé, nebo jednotlivci. Pouze znovu potvrdila, že (jak pravila Ústavní rada) rodičovství není přímo vázané na pokrevní příbuzenství, což je garantované stávajícími zákony republiky i její současnou ústavou a preambulí. Nedošlo ani ke zneplatnění stávajících mezinárodních dohod a smluv, z nichž lze vycházet v zahraničí.
V Národním shromáždění byl návrh vrácen Právní komisi, kde byl jmenován hlavním zpravodajem Erwann Binete. 14. listopadu 2012 se Marie-Françoise Clergeau stala zpravodajskou pro veřejné mínění při Komisi sociálních věcí.

### Legislativní opozice
26. října 2012 oznámil bývalý premiér a pařížský zastupitel François Fillon (UMP), že pokud jeho strana vyhraje příští volby, tak zákon zruší. Valérie Pécresse, taktéž z UMP, zaujala stejný postoj. 27. listopadu 2012 řekl poslanec UMP Nicolas Dhuicq, že návrh zákona o stejnopohlavním manželství a adopcích souvisí s terorismem, který se tou dobou projednával. Vládní mluvčí Najat Belkacem-Vallaud tento názor odsoudila. Následující den při příležitosti vládní schůze poznamenal Marc Le Fur (UMP), že legalizace adopce dětí páry stejného pohlaví znamená jejich postavení na úroveň "komodity", se kterou si vláda může "libovolně nakládat" bez ohledu na jejich skutečné zájmy. Dominique Bertinotti, ministryně pro rodinu, reagovala na jeho slova tak, že nejsou hodna členům zákonodárného sboru. Když se přijímal zákon o občanském paktu solidarity, tak jste proklamoval konec světa, který nenastal," odpověděla ministryně Bertinotti na slova Le Fura."

### Tiskové konference a debaty s Právní komisí
Od listopadu 2012 pořádala Právní komise pravidelné týdenní debaty na téma stejnopohlavního manželství. Na nich se diskutovalo o zemích, které už homosexuálním párům manželství zpřístupnily, reprezentanty institucí, antropology, filozofy, lékaři, právníky a LGBT rodinami. Asociace odmítající návrh metody zpravodaje Erwanna Bineta odmítaly.
6. prosince 2012 se mluvčí Inter-LGBT Nicolas Gougain při příležitosti projevu před komisí ostře vymezil proti homofobním narážkám typu: "protože jste gay rodiče, znamenáte potenciální nebezpečí pro vaše děti, které musejí vyrůstat ve vaší přítomnosti".
13. prosince 2012 oznámi při debatě s Justiční komisí při Národním shromáždění veřejný ochránce práv Dominique Baudis, že celý obsah zákona končí s nerovností a nepřímou diskriminací, a dává dětem vychovávaným homosexuálními páry lepší právní postavení, než mají doposud. Měl však určité výhrady k metodě zpracování návrhu. Ačkoli nejsou rodičovské manželské stavy a všichni manželé identičtí ve všem, tak celý projekt znamená určité zmatky. Neblahým důsledkem těchto zmatků může být právní nejistota pro všechny děti.
15. a 16. ledna se vedla diskuse s Právní komisí ohledně textu návrhu, včetně novely zpravodaje Erwanna Bineta, jíž se mění článek 4 návrhu, který v občanském zákoníku praví: "stejnopohlavními rodiči jsou ve stejném postavení s matkou a otcem, nikoli s prarodiči."

### Diskuze
29. ledna 2013 se konala panelová debata. Ze strany pravicově opozičních skupin bylo předloženo 5362 pozměňovacích návrhů, které jej zařadily mezi rekordní 10 zákonů s jejich největším množstvích v posledních 30 letech. Rekord si drží energetický zákon se 137 655 pozměňovacích návrhů ze strany levicových parlamentních skupin. Nový energetický zákon v r. 2006 privatizoval Gaz de France. Návrh na vypsání referenda ze strany 60 členů parlamentu byl 30. ledna 2013 298 hlasy proti 184 zamítnut. Pozměňovací návrh o výhradě svědomí byl odmítnut 2. února poměrem hlasů 244:101.
2. února 2013 přijalo Národní shromáždění článek č. 1 návrhu, který definuje manželství jako trvalý svazek dvou osob vzniklý zákonným způsobem za jejich vzájemného svobodného prohlášení, poměrem hlasů 249:97. 12. února 2013 přijalo Národní shromáždění celý návrh v poměru hlasů 329:229.
| Parlamentní skupina                     | Pro | Proti | Zdržel se | Celkem hlasovalo |
| --------------------------------------- | --- | ----- | --------- | ---------------- |
| Parti socialiste                        | 283 | 4     | 5         | 292              |
| Unie pro lidové hnutí                   | 3   | 187   | 5         | 196              |
| Unie demokratů a nezávislých            | 4   | 25    | 0         | 29               |
| Europe Écologie – Les Verts             | 17  | 0     | 0         | 17               |
| Parti radical de gauche                 | 13  | 2     | 0         | 15               |
| Demokratická a republikánská levice     | 9   | 4     | 0         | 13               |
| Nezařazení (bez politické příslušnosti) | 0   | 7     | 0         | 7                |
| CELKEM                                  | 329 | 229   | 10        | 568              |

### Senát
Po přijetí v Národním shromáždění se návrhem zabýval Senát. 20. března hlasovala Právní komise při Senátu pro návrh v poměru hlasů 23:21. Od 4. dubna se návrhem zabýval Senát jako celek. Senát odmítnul návrh na vypsání celonárodního referenda o stejnopohlavním manželství. Senát přijal návrh jako celek 12. dubna v poměru hlasů 171:165 s drobnými pozměňovacími návrhy.

### Druhé hlasování Národního shromáždění
Národní shromáždění hlasovalo o návrhu bez dalších pozměňovacích návrhů s tím, že pokud bude přijat, jeho text bude definitivní. 23. dubna 2013 přistoupilo Národní shromáždění na verzi návrhu pozměněnou Senátem poměru hlasů 331:225 a s 10 zdrženími. Krátce před hlasováním se odpůrci nového zákona pokusili před Bourbonským palácem rozvinout transparent.
| Parlamentní skupina                     | Pro | Proti | Zdržel se | Celkem hlasovalo |
| --------------------------------------- | --- | ----- | --------- | ---------------- |
| Parti socialiste                        | 281 | 4     | 4         | 289/292          |
| Unie pro lidové hnutí                   | 6   | 183   | 5         | 194/196          |
| Unie demokratů a nezávislých            | 5   | 25    | 0         | 30/30            |
| Europe Écologie – Les Verts             | 17  | 0     | 0         | 17/17            |
| Parti radical de gauche                 | 13  | 2     | 0         | 15/16            |
| Demokratická a republikánská levice     | 9   | 4     | 1         | 14/15            |
| Nezařazení (bez politické příslušnosti) | 0   | 7     | 0         | 7/8              |
| CELKEM                                  | 331 | 225   | 10        | 566/575          |

Výsledné hlasování bylo předmětem bujarých oslav vítězství "rovnosti" (égalité) ze strany příznivců návrhu. Ministryně spravedlnosti Christiane Taubira, autorka návrhu, řekla: "Všichni, kteří jste dnes proti, budete zajisté mile překvapeni a plni emocí, až uvidíte první právoplatně oddaný pár.

### Nález Ústavní rady
Odpůrci nového zákona v UMP dali okamžitě po jeho přijetí podnět k Ústavní radě Francouzské republiky. Jako důvod svých pochybností jeho ústavnosti uvádějí nedostatečnou konzultaci s náboženskými představiteli, rozpor s Úmluvou o právech dítěte a přijetí bez celonárodního referenda. Rovněž poukazovali na ustanovení návrhu povolující zaměstnancům bez ohledu na sexualitu odmítat služební cesty do států, kde je riskantní být otevřený homosexuál, na základě toho, že by se takové věci vůbec nemusely řešit, kdyby nebyli takto nepřímo "vyoutování" v rozporu s právem na soukromí obsaženém v Článku 8 Úmluvy o ochraně lidských práv a základních svobod. Další spornou částí bylo odmítání automatického práva dárců spermií být zmíňován v oficiálních dokumentech u lesbických rodičů. Podle právních expertů existovala malá šance na pozastavení návrhu z výše uvedených příčin. Tuto možnost nevyloučil ani předseda Ústavní rady Jean-Louis Debré.
17. května 2013 byla oficiálně potvrzená ústavnost návrhu.

### Promulgace
17. května 2013 byl zákon podepsán prezidentem François Hollandem. Ve Sbírce zákonů Francouzské republiky (Journal officiel de ale République française) byl publikován ihned následující den. 24. května zveřejnila vláda dekret implementující zákon. 28. května 2013 byl zveřejněn ve vládní sbírce.
Mětstská hala Montpellier oznámila 18. května, že je již plně připravená k vykonání svateb (za použití publikace přijatého zákona ve Sbírce zákonů opravňující k tomu) bez dlouhé čekací lhůty, a že první homosexuální svatba ve Francii (mezi dvěma muži) může proběhnout hned 29. května.

## Rozsah
Zpoačátku se zákon netýkal občanů Alžírska, Bosny a Hercegoviny, Černé Hory, Kambodži, Kosova, Laosu, Maroka, Polska, Srbska, Slovinska a Tuniska kvůli existujícím bilaterálním dohodám, podle nichž má v těchto aspektech přednost před francouzskými zákony země původu. 28. ledna 2015 shledal Kasační dvůr tato ustanovení diskriminačními a nekompatibilními s francouzskými zákony, čímž se manželství pro všechny stalo ve Francii absolutně legálním.

## Veřejná reakce

### Opoziční pochody

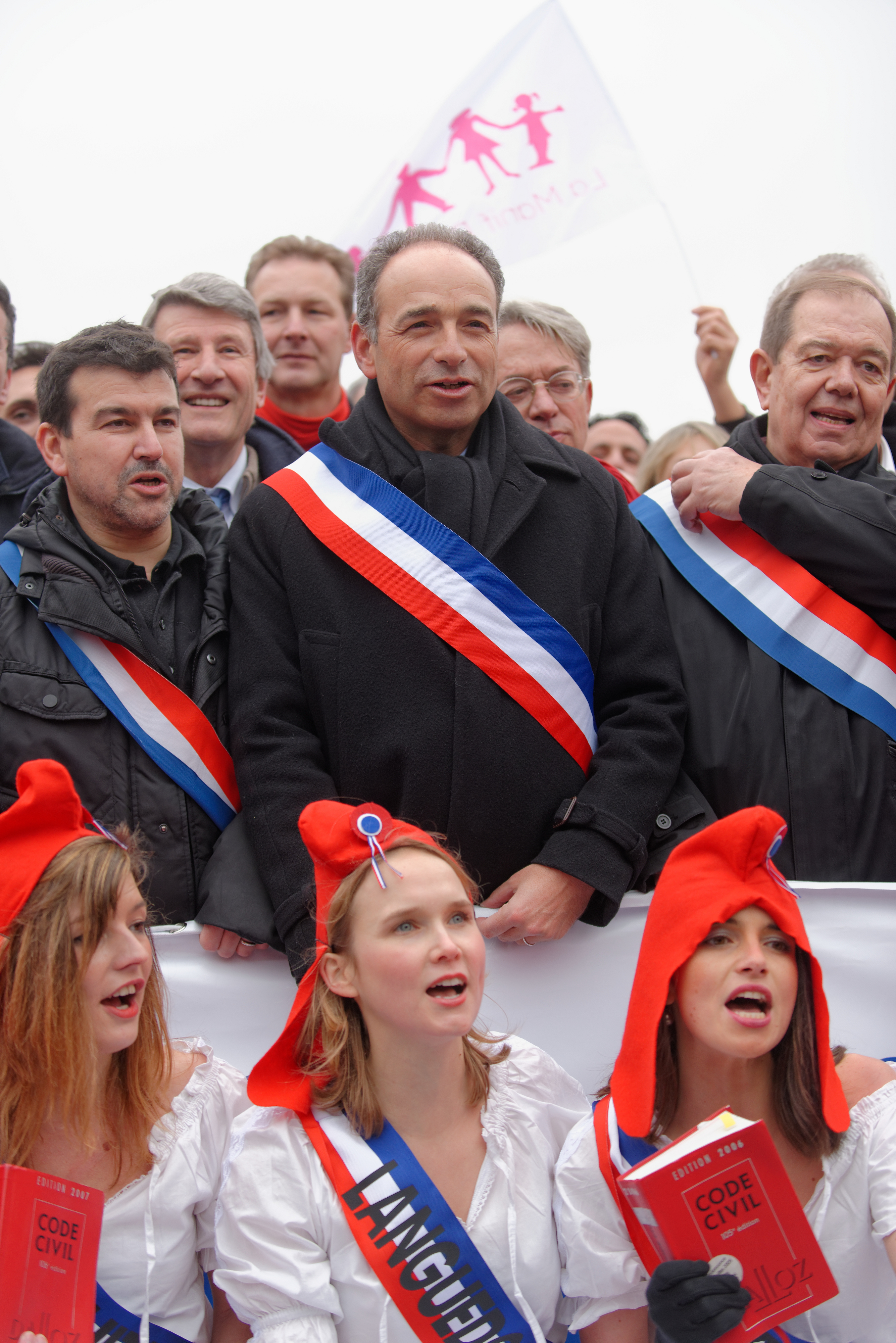
Jean-François Copé, Philippe de Villiers a Patrick Ollier na demonstraci proti stejnopohlavnímu manželství, Paříž, leden 2013

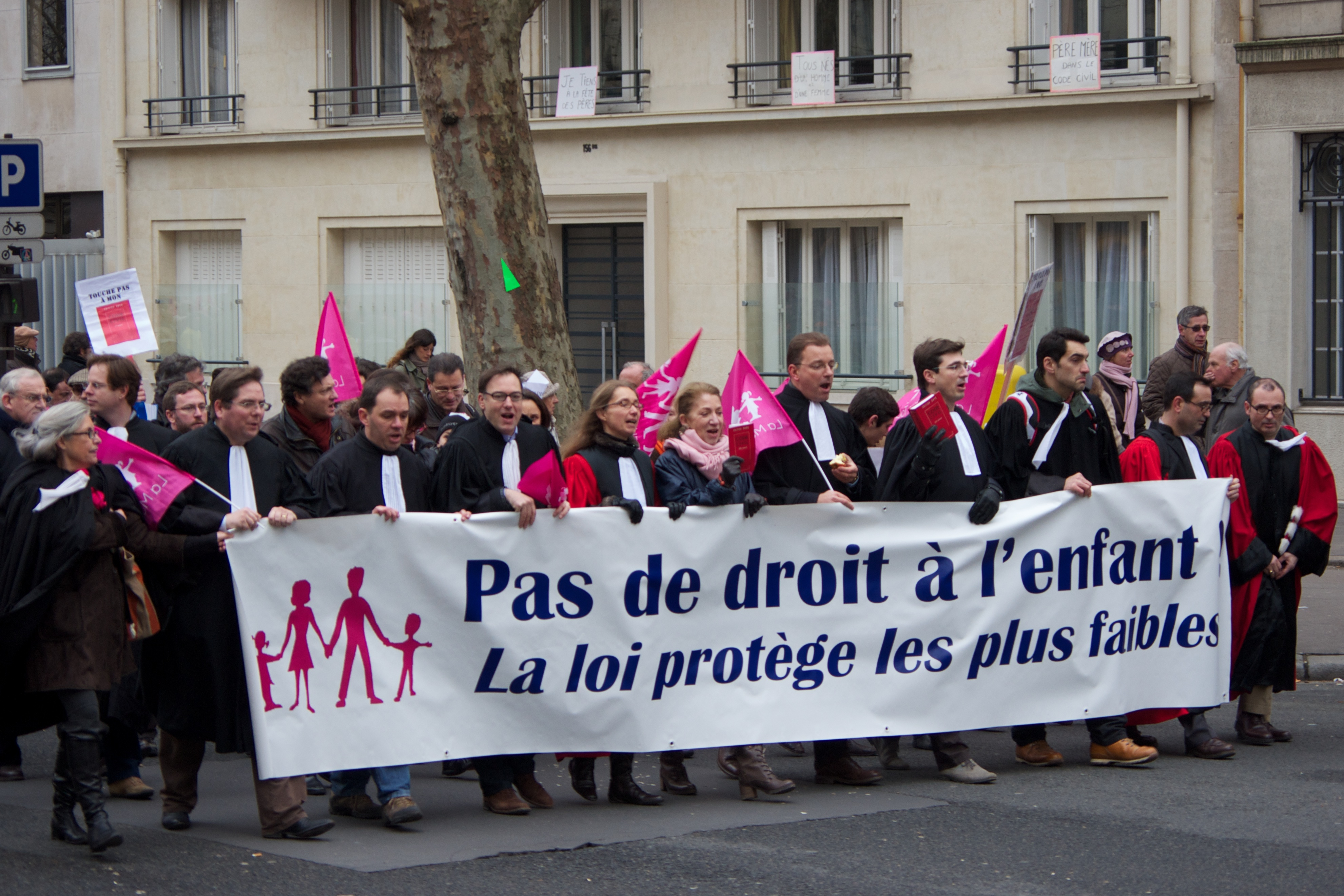
"Manif pour tous" demonstrace proti stejnopohlavnímu manželství, Paříž, leden 2013.

V lednu 2013 se tři velké demonstrace shromáždily na Champs-de-Mars, veřejném parku před Eiffelovou věží. Demonstranti manifestovali se slogany "Nestojíme o váš zákon, François" a "Ruce pryč od mého občanského zákoníku". Francouzská komediantka Frigide Barjot, která stála za organizací protestů, řekla, že se znovuzrodila katoličkou. Ve francouzské televizi řekla, že stejnopohlavní manželství nemá smysl, protože dětí mají právo na matku a otce. V pozadí hnutí proti stejnopohlavnímu manželství stála Alliance VITA, konzervativní protipotratová organizace založená bývalou poslankyní Christine Boutine. 
Protesty se staly jedněmi z největších v historii Paříže od r. 1984. Mezi demonstrujícími byli kromě náboženských představitelů (katolíci, protestanti, buddhisté, židé a muslimové) také asociace na obranu práv dětí a rodin, ateisté a dokonce i samotní homosexuálové odmítající stejnopohlavní manželství.
Roztržky mezi demonstranty a policií vyeskalovaly 24. března 2013, když se protestující odchýlili z povolené trasy, a pokusili projít policejní blokádou na Champs-Élysées. Policie na to pak následně reagovala použitím slzného plynu, aby je zahnala zpátky.
Po oznámení výsledků hlasování francouzského parlamentu v dubnu 2013 vyšli odpůrci legalizace stejnopohlavního manželství ve Francii do ulic znovu. Jak v Paříži, tak i Lyonu, se násilí vystupňovalo, když se protestující postavili policii na odpor. Celá záležitost zmobilizovala několik pravicových skupin, včetně neonacistů. V reakci na to Hollande poznamenal: "Vidím a slyším, jak by všichni chtělí žít v míru. Ten spočívá v respektu a uznání. Je nutné vše zkoncentrovat a dát dohromady tak, jak je potřeba: ekonomický úspěch naší země a národní koheze.
26. května 2013 uspořádali odpůrci zákona další masový protest v Paříži. Podle francouzské policie byl počet demonstrantů 150 tisíc. Organizátoři uvádějí, že byl v ulicích milion Francouzů. Při pokusu o rozehnání demonstrace došlo ke střetu mezi policisty a 500 demonstranty, z nichž 293 zatkli a 6 zranili. Demonstrace se zúčastnilo i několik prominentních politiků a aktivistů, včetně předsedy UMP Jeana-Francois Copeho.

### Pochody za přijetí návrhu

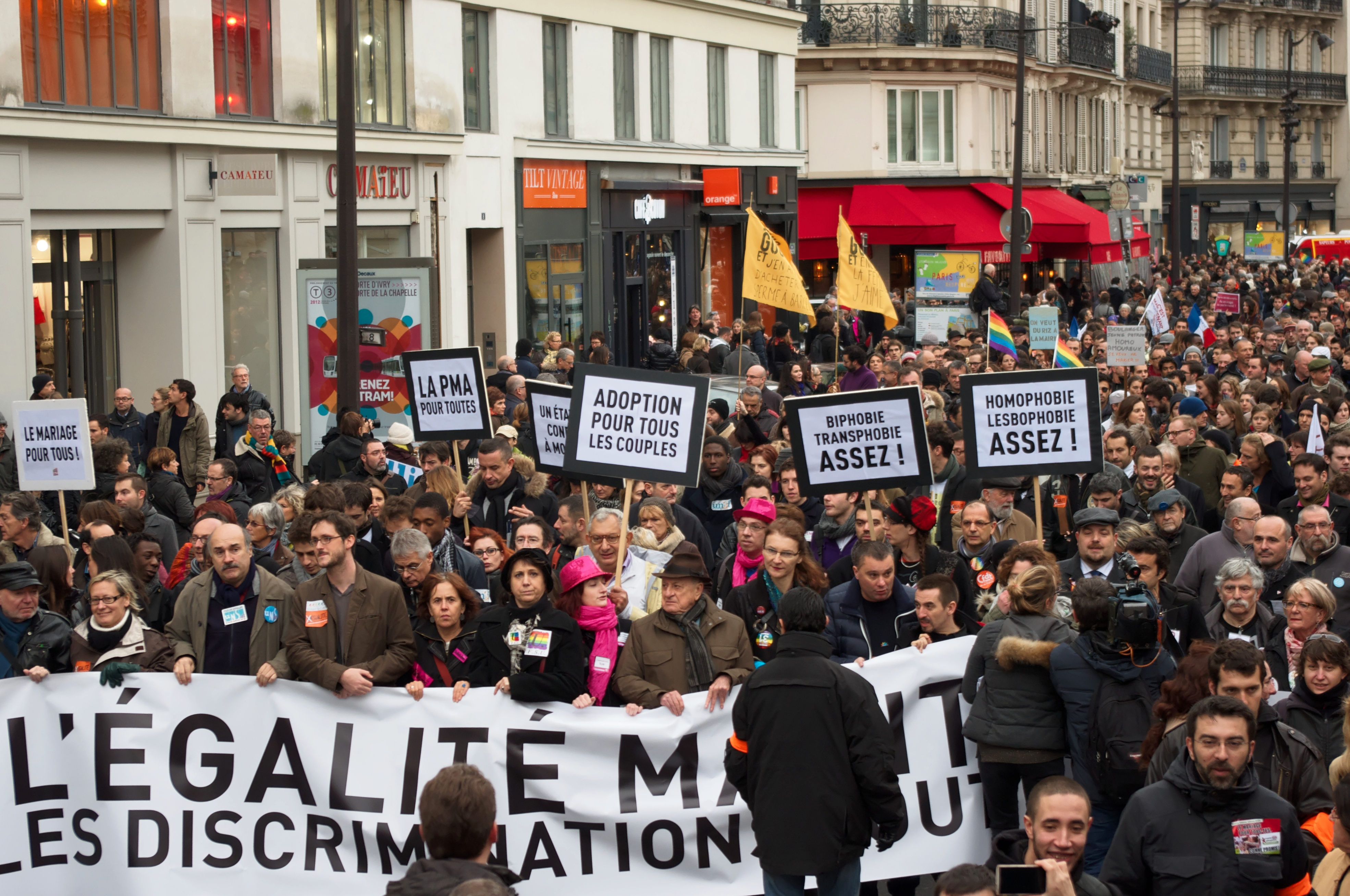
"Manif pour mariage pour tous" ("Pochod za manželství pro všechny"), demonstrace za stejnopohlavní manželství a adopce, 16. prosinec 2012, Paříž.

V reakci na protesty se 27. ledna 2013 uskutečnil první pochod na podporu návrhu. Podle BBC byli odpůrci zákona v přesile: 340-800 tisíc odpůrců se 13. ledna shromáždilo v Paříži v porovnání s 125-400 tisíci podporovatelů v neděli.
Demonstranti manifestovali s nápisy "Rovnost před zákonem není hrozbou" a "Liberté, égalité, fraternité. Ani víc, ani míň!" Pařížský starosta Bertrand Delanoë, otevřený homosexuál, řekl pro francouzskou televizi následující: "Je velký rozdíl mezi dnešní demonstrací a tou, která se odehrála před dvěma týdny. Ta jedna byla za bratrství, nikoli za nenávist." Později uvedl, že většina Francouzů přeje všem párům rovnost v lásce a rodičovství.

#### Podpora zákona
- Magazín Le Nouvel Observateur je pro zpřístupnění manželství všem, které podpořil v článku "Manželství pro všechny říkáme ano".[65]
- Více než 250 umělců a televizních hostů, včetně Michel Sardou[66] se vyjadřovalo pro manželství a adopce pro homosexuály.[67]
- Celebrity, včetně Jennifer, Emmanuel Moire, Lorie a Marianne James podpořily "manželství pro všechny" a nechaly se vyfotografovat s nápisem "Manželství, adopce, otcovství a LDC ... Ano rovnosti. Stop homofobii.".[68]
- Zpěvačka Shy'm vyjádřila svojí podporu na večerním koncertu 27. ledna 2013 a políbila jednu z ženských tanečnic při živém vysílání TF1.[69]
- Veřejná akce na podporu stejnopohlavního manželství se odehrála taktéž v Théâtre du Rond-Point 27. ledna 2013 z iniciativy Pierre Bergého a pod záštitou Laurence Ferrari. Mezi účastníky byli Olivier Poivre d'Arvor, Jak Lang, Jean-Michel Ribes, Cyril Hanouna, Xavier Niel, Delphine Arnault, Guillaume Durand, Emma de Caunes a Mathieu Boogaerts. Manuel Valls četl dopis na podporu iniciativy od argentinské prezidentky Cristiny Kirchnerové. Louis Schweitzer, Caroline Fourest, Jean-Pierre Migrnad z Christian Witness a Bernard-Henri Lévy se taktéž účastnili této akce.[70]
- Grand Orient de France, hlava kontinentálních zednářů ve Francii, podpořil legalizaci v tisku a odsoudil přístup římskokatolického arcibiskupa Paříže Andrého Vingta-Troise za jeho veřejný odpor proti návrhu. Ve svém postoji popisuje GOdF návrh jako jeden z nejlepších způsobů, jakým Francie uznala svobodnou manželskou volbu jednotlivců ve jménu rovných práv. Na závěr vyzývá všechny církve, aby své aktivity omezily pouze na duchovno, a aby nenarušovaly demokratický proces přijímání zákona.[71] V předvečer přijetí návrhu kritizoval Grand Orient náboženské představitele za účast na demonstracích proti němu a vyzval všechny náboženské instituce, aby respektovaly oddělení církví od státu.[72]